# Garras do Tigre
O Grêmio Recreativo Escola de Samba Garras do Tigre é uma escola de samba de Nova Iguaçu, sediada em Miguel Couto, que participa do carnaval da cidade do Rio de Janeiro. Tendo como cores o preto e amarelo e como símbolo, o Tigre com garras, mesmo símbolo da Porto da Pedra, sua madrinha.
No seu surgimento, organizou a primeira edição, junto com a LEBESNI, do Troféu Pessanha, que teve suas edições por mais alguns anos.

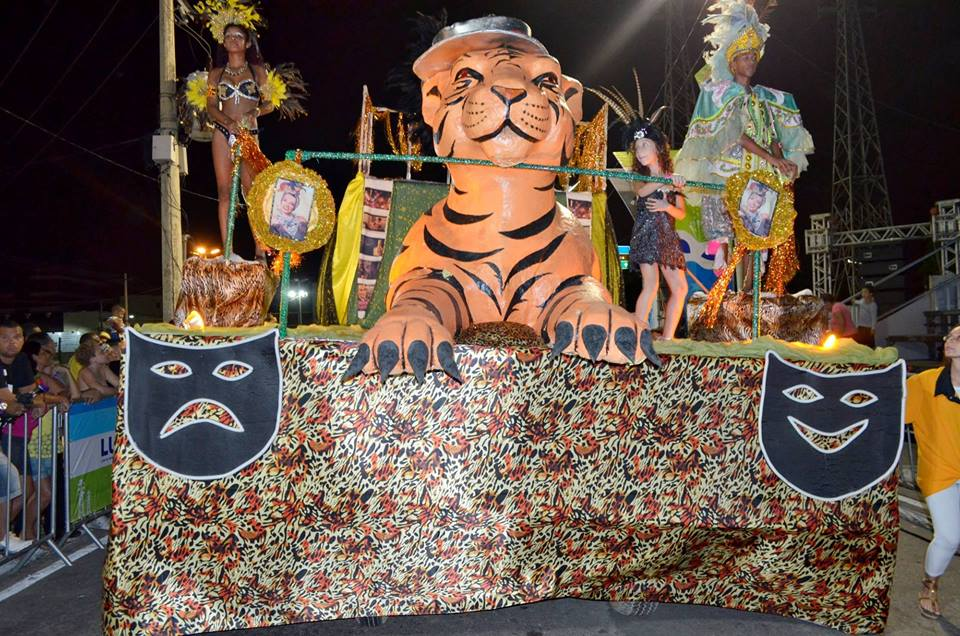
Carro alegórico da escola

## História
A escola foi fundada em 9 de fevereiro de 2012, pelo então carnavalesco Washington Martins. No seu primeiro ano, contou com a participação de grandes nomes do Carnaval Iguaçuano, tais como os intérpretes Antônio Nick e Cajú.

Em 2013, estaria desfilando para o Grupo de Avaliação. No entanto, naquele ano, o desfile não teve caráter competitivo, com a classificação da escola automaticamente para o Grupo Único do ano seguinte. Com aproximadamente 200 componentes e sem carros alegóricos, apresentou um enredo em homenagem ao bairro carioca da Lapa, trazendo naquele ano, pela primeira vez uma Rainha Gay da Escola; uma novidade inédita no carnaval iguaçuano. Desde então Rafaela Baroni permanece em seu quadro como Rainha Gay da Escola.

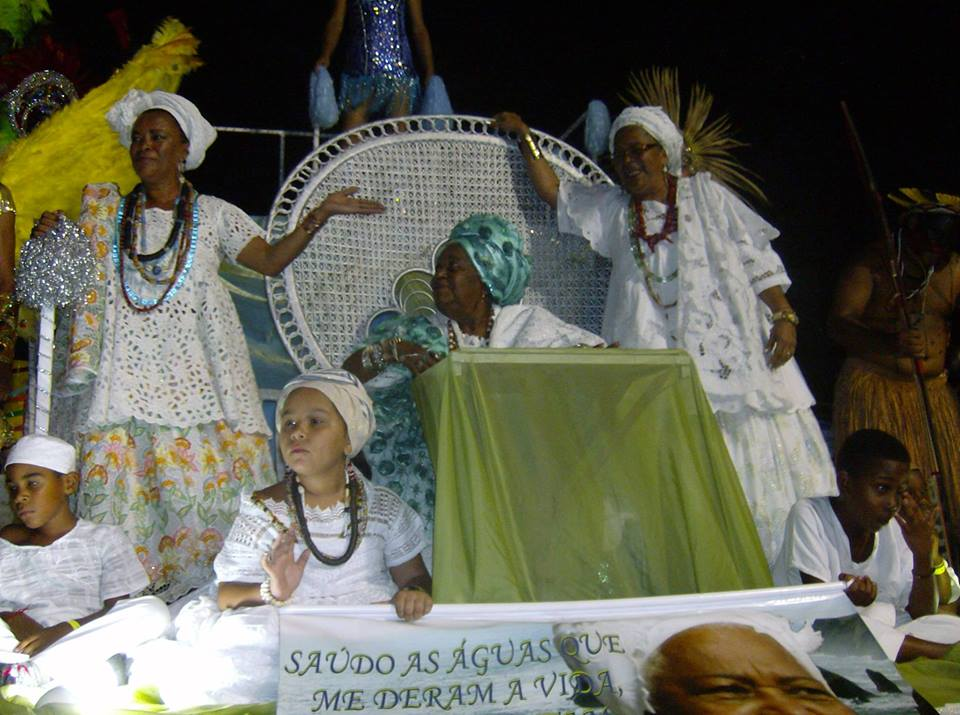
Mãe Beata sendo homenageada pela Garras do Tigre

Em 2014, homenageou a mãe de santo Beata de Iemanjá, com enredo de autoria do presidente Washington Martins. Em 2015 apresenta um enredo falando sobre os maiores shows da terra, intitulado "No Universo dos Espetáculos Garras do Tigre dá o Show". Em 2016, não houve carnaval na cidade de Nova Iguaçu, em decorrência da crise financeira.  Esta situação se repetiu até 2020.
A escola não ficou inativa, pois tentou desfilar no Carnaval Carioca, em 2019. Devido não ter orçamento para viabilizar, desistiu e mesmo sem patrocínio, a agremiação resolveu ensaiar nas ruas de Miguel Couto, levando o Projeto "Estamos na Rua", devido naquele momento não ter local para ensaios. Participou de vários desfiles comemorativos.
Em 30 de julho de 2020, fez sua inscrição como Escola de Samba na Liga LIVRES, para desfilar em 2021. Porém devido a pandemia de COVID-19 não desfilou. Em 2022, por estar sem atividade por dois anos consecutivos e descapitalizada, pediu licença para não desfilar. 

## Segmentos

### Presidentes
| Presidente                | Nome               | Mandato               |
| ------------------------- | ------------------ | --------------------- |
| Presidente Administrativo | Washington Martins | Fundação - Atualidade |
| Vice Presidente           | Hélio Delgado      | 2022                  |
| Presidente de Honra       | Flávinho Moreira   |                       |

### Intérpretes
| Período | Intérprete oficial                                   | Ref.  |
| ------- | ---------------------------------------------------- | ----- |
| 2014    | Zezinho do Cavaco                                    |       |
| 2015    | Zezinho do Cavaco e Robinho Lins                     |       |
| 2016    | Zézinho do Cavaco, Robinho Lins, Wanderley Rodrigues | [ 2 ] |
| 2018    | Wanderley Rodrigues                                  |       |
| 2021    | Márcio de Oliveira e Wanderley Rodrigues             |       |
| 2023    | Marcio Oliveira e Wanderley Rodrigues                |       |

### Comissão de Frente
| Ano  | Nome                 |
| ---- | -------------------- |
| 2014 | Tina Bombom          |
| 2015 | Comissão de Carnaval |
| 2023 | Cátia Fajardo        |

### Casal de Mestre-sala e Porta-bandeira
| Ano  | Nome                                     | Ref.  |
| ---- | ---------------------------------------- | ----- |
| 2014 | Luan Mackenzie e Amandah Rodrigues       |       |
| 2015 | Luan Mackenzie e Jennifer Magalhães      |       |
| 2018 | Raphael Nascimento e Cassiane Figueiredo | [ 3 ] |
| 2021 | Raphael Nascimento e Gabby Oliveira      |       |
| 2023 | Igor Swzaffyr e Adriana Knoust           |       |

### Corte de Bateria
| Ano  | Rainha da Bateria | Madrinha da Bateria | Mestre de Bateria | Ref.  |
| ---- | ----------------- | ------------------- | ----------------- | ----- |
| 2013 | Paloma Martins    | Marry Bombom        |                   |       |
| 2014 | Paloma Martins    |                     | Robinho           | [ 2 ] |
| 2021 | Paloma Martins    |                     |                   |       |
| 2023 | Paloma Martins    |                     | Wemerson Maicon   |       |

## Carnavais
| Ano                         | Colocação            | Grupo                               | Enredo | Carnavalesco         | Ref.        |
| --------------------------- | -------------------- | ----------------------------------- | --- | -------------------- | ----------- |
| 2013                        | Não houve competição | Grupo Único                         | Lapa. Berço de bamba; de segredos, magias, histórias e culturas infindáveis. És o orgulho do meu Rio Samba-enredo composto por Didi do Arrastão e Cicero Poeta                  | Washington Martins   |             |
| 2014                        | 17º lugar            | Grupo Especial                      | Mãe Beata de Iemanjá um presente dos orixás. Do Recôncavo Baiano a Baixada Fluminense, um mito aos olhos do mundo Samba-enredo composto por Júlio Perez, Paulo Rodrigues e Bené | Renato Cardoso       | [ 4 ] [ 5 ] |
| 2015                        | 3º lugar             | Grupo de Acesso                     | No Universo dos espetáculos Garras do Tigre dá o show Samba-enredo composto por Romário                                                                                         | Comissão de carnaval |             |
| 2016                        | Não Desfilou         | Grupo Único                         | Belém do Pará 400 anos, Um show de Brasilidade Samba-enredo composto por Wanderley Rodrigues, Dred Silva Jr., Bruno Costa e Javs                                                | Laércio Belém        | [ 2 ]       |
| Não desfilou de 2017 a 2022 |                      |                                     | |                      |             |
| 2023                        | 7º Lugar             | LIVRES (Grupo B)                    | Belém do Pará - Um Show de Brasilidade | Diogo Inácio         | [ 6 ]       |
| 2024                        | Não Desfilou         | Grupo de Avaliação (quinta divisão) | No Universo do Espetáculo, o Garras do Tigre dá um Show |                      | [ 7 ]       |